# Ван Ін (борець)
Ван Ін (кит.: 王赢; нар. 15 серпня 1983, Пекін) — китайський борець вільного стилю, чемпіон Азії, учасник Олімпійських ігор.

## Життєпис
Боротьбою почав займатися з 1999 року.
Виступав за борцівський клуб Ляоніна. Тренери — Ю Тао, Вольфганг Нітцшке.

## Спортивні результати на міжнародних змаганнях

### Виступи на Олімпіадах
| Змагання                    | Збірна | Вагова категорія          | Місце |
| --------------------------- | ------ | ------------------------- | ----- |
| Літні Олімпійські ігри 2008 | Китай  | вільна боротьба, до 84 кг | 14    |

### Виступи на Чемпіонатах світу
| Змагання                        | Збірна | Вагова категорія          | Місце |
| ------------------------------- | ------ | ------------------------- | ----- |
| Чемпіонат світу з боротьби 2007 | КНР    | вільна боротьба, до 84 кг | 29    |

### Виступи на Чемпіонатах Азії
| Змагання                       | Збірна | Вагова категорія          | Місце  |
| ------------------------------ | ------ | ------------------------- | ------ |
| Чемпіонат Азії з боротьби 2008 | КНР    | вільна боротьба, до 84 кг | Золото |

### Виступи на інших змаганнях
| Змагання                                                     | Збірна | Вагова категорія          | Місце  |
| ------------------------------------------------------------ | ------ | ------------------------- | ------ |
| Міжнародний меморіал Дейва Шульца 2007                       | КНР    | вільна боротьба, до 84 кг | Бронза |
| Гран-прі Німеччини з боротьби 2007                           | КНР    | вільна боротьба, до 84 кг | 13     |
| Гран-прі Німеччини з боротьби 2008                           | КНР    | вільна боротьба, до 84 кг | Срібло |
| Олімпійський кваліфікаційний турнір з боротьби 2012 (Астана) | КНР    | вільна боротьба, до 84 кг | 7      |